# Rdza wierzby

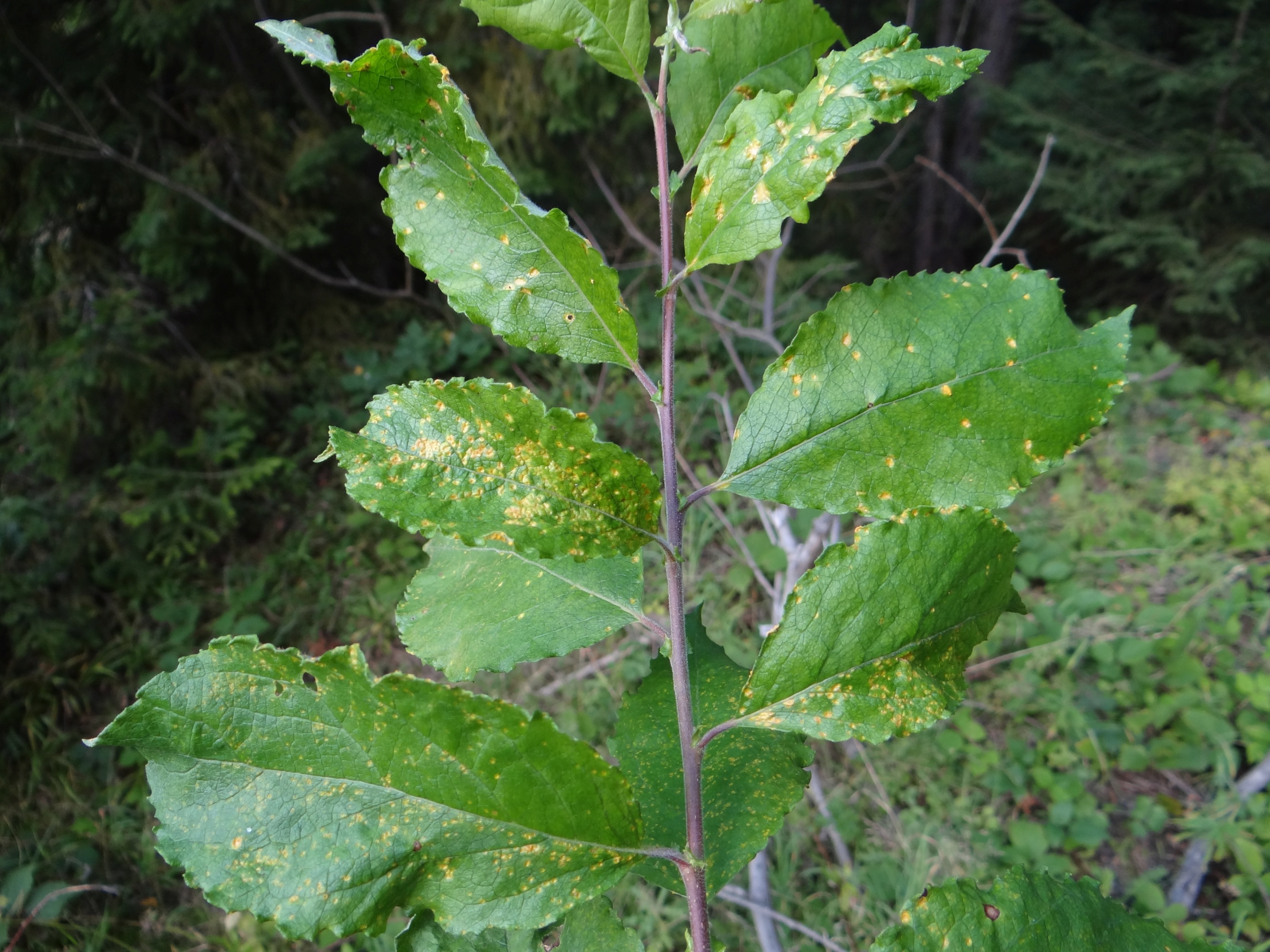
Objawy na liściach wierzby iwy

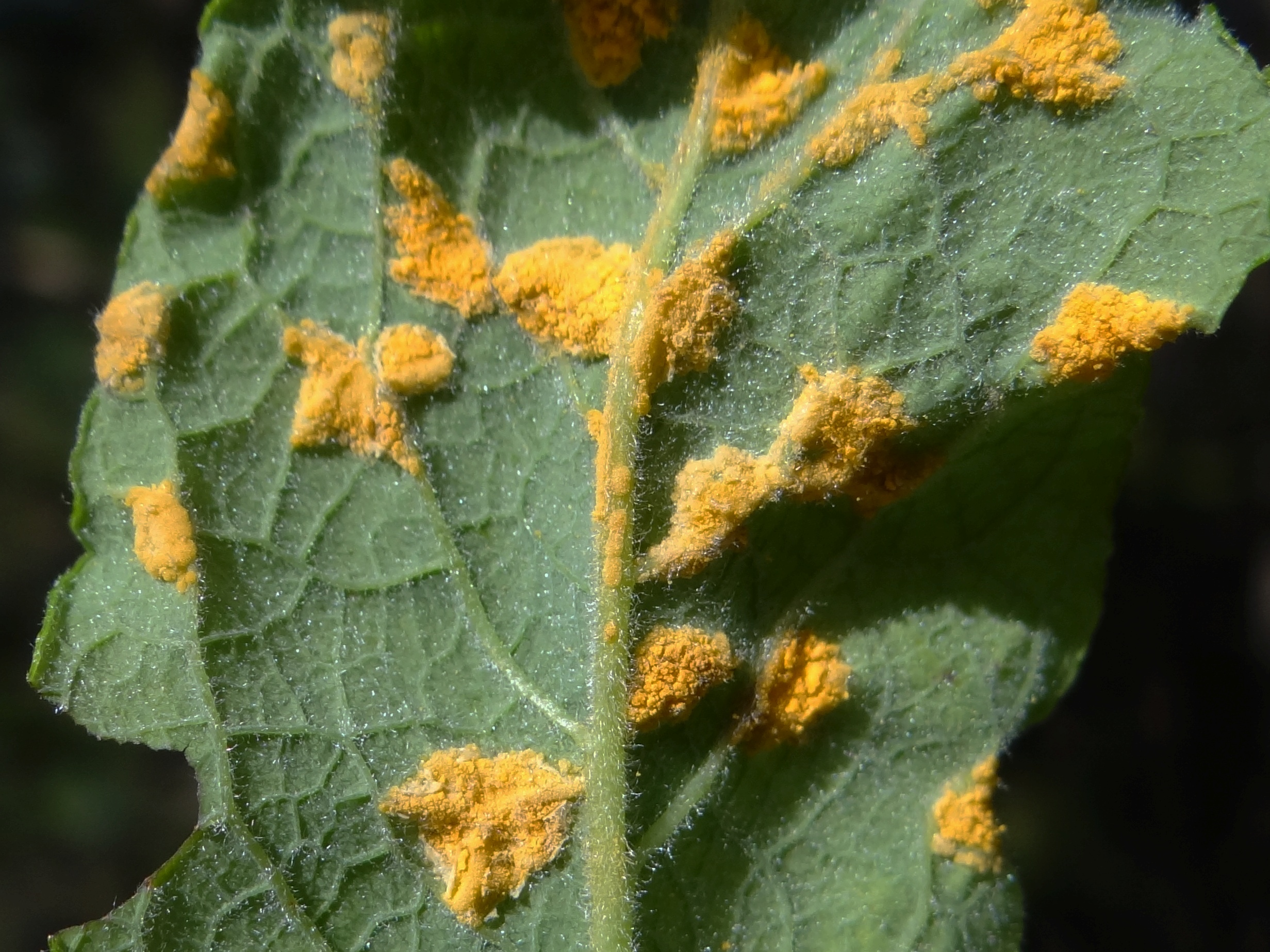
Uredinia na dolnej stronie liścia wierzby iwy

Rdza wierzby – grzybowa choroba roślin z grupy rdzy. Występuje na wierzbie (Salix), a wywołana jest przez kilka gatunków grzybów należących do rodzaju Melampsora:  Melampsora amygdalinae, Melampsora laricis-pentandrae, Melampsora salicis-albae, Melampsora caprearum, Melampsora ribesii-viminalis, Melampsora epitea, Melampsora laricis-purpureae. Jest to zbiorcza nazwa choroby, w istocie bowiem na różnych gatunkach wierzb chorobę wywołują różne gatunki rdzy. Niektóre z nich to pasożyty jednodomowe, pasożytujące tylko na wierzbach, niektóre to pasożyty dwudomowe, które niektóre etapy rozwojowe odbywają się na wierzbach, a niektóre na innych roślinach (na cebuli, porzeczce, modrzewiu). W Polsce dominującym gatunkiem, najczęściej wywołującym rdzę wierzby jest Melamposora epitea. 

## Występowanie i szkodliwość
Jest to pospolicie występująca choroba różnych gatunków wierzb, a także ich mieszańców. Doprowadza do obumarcia liści i przedwczesnego ich zrzucania. Może nastąpić defoliacja nawet 100% liści i to na 6-7 tygodni przed normalnym ich jesiennym opadaniem. Powoduje to osłabienie roślin i zwiększenie ich podatności na choroby. Powoduje również zmniejszenie ich dekoracyjności, co ma znaczenie, gdyż często wierzby uprawiane są w parkach i przydomowych ogrodach jako rośliny ozdobne. Niektóre gatunki są tak wrażliwe, że choroba czasami niszczyła całe plantacje – np. wierzby ostrolistnej uprawianej jako roślina energetyczna.

## Objawy i epidemiologia
Późną wiosną na liściach wierzb pojawiają się żółte plamki. W krótkim czasie na dolnej stronie blaszek pojawiają się skupiska żółtych urediniów, w których wytwarzane są bezpłciowo zarodniki zwane urediniosporami. Rozsiewane przez wiatr rozprzestrzeniają chorobę. Później pojawiają się ciemniejsze telia, w których również bezpłciowo wytwarzane są zarodniki przetrwalnikowe – teliospory. Dalszy rozwój rdzy odbywa się różnie u różnych gatunków rdzy – na opadłych liściach wierzby lub na innych gatunkach roślin. Powstają tam zarodniki płciowe (bazydiospory), które wiosną dokonują infekcji pierwotnej na wierzbach.

## Ochrona
Można ograniczyć rozwój choroby przez wygrabianie jesienią i niszczenie opadłych liści. Jeśli jest to możliwe, należy obcinać i usuwać porażone pędy wierzby. Dobrym rozwiązaniem jest stosowanie odmian bardziej odpornych na tę chorobę. Żaden z gatunków wierzb nie jest całkowicie odporny na rdzę, każdy atakowany jest przez jakiś jej gatunek, jednak różne gatunki i różne odmiany wykazują duże różnice w podatności na tę chorobę.
Chemicznie zwalcza się rdzę wierzby opryskiwaniem fungicydami siarkowymi. Należy rozpocząć opryskiwanie zaraz po pojawieniu się pierwszych objawów i potem powtórzyć kilka razy. Chemiczne zwalczanie ma znaczenie tylko przy uprawie niskich drzew i krzewów, przy dużych jest technicznie trudne i ekonomicznie nieopłacalne.